# Erioptera bicinctipes
Erioptera bicinctipes är en tvåvingeart som beskrevs av Alexander 1913. Erioptera bicinctipes ingår i släktet Erioptera och familjen småharkrankar. Inga underarter finns listade i Catalogue of Life.